# Karl Heinrich zu Löwenstein-Wertheim-Rosenberg

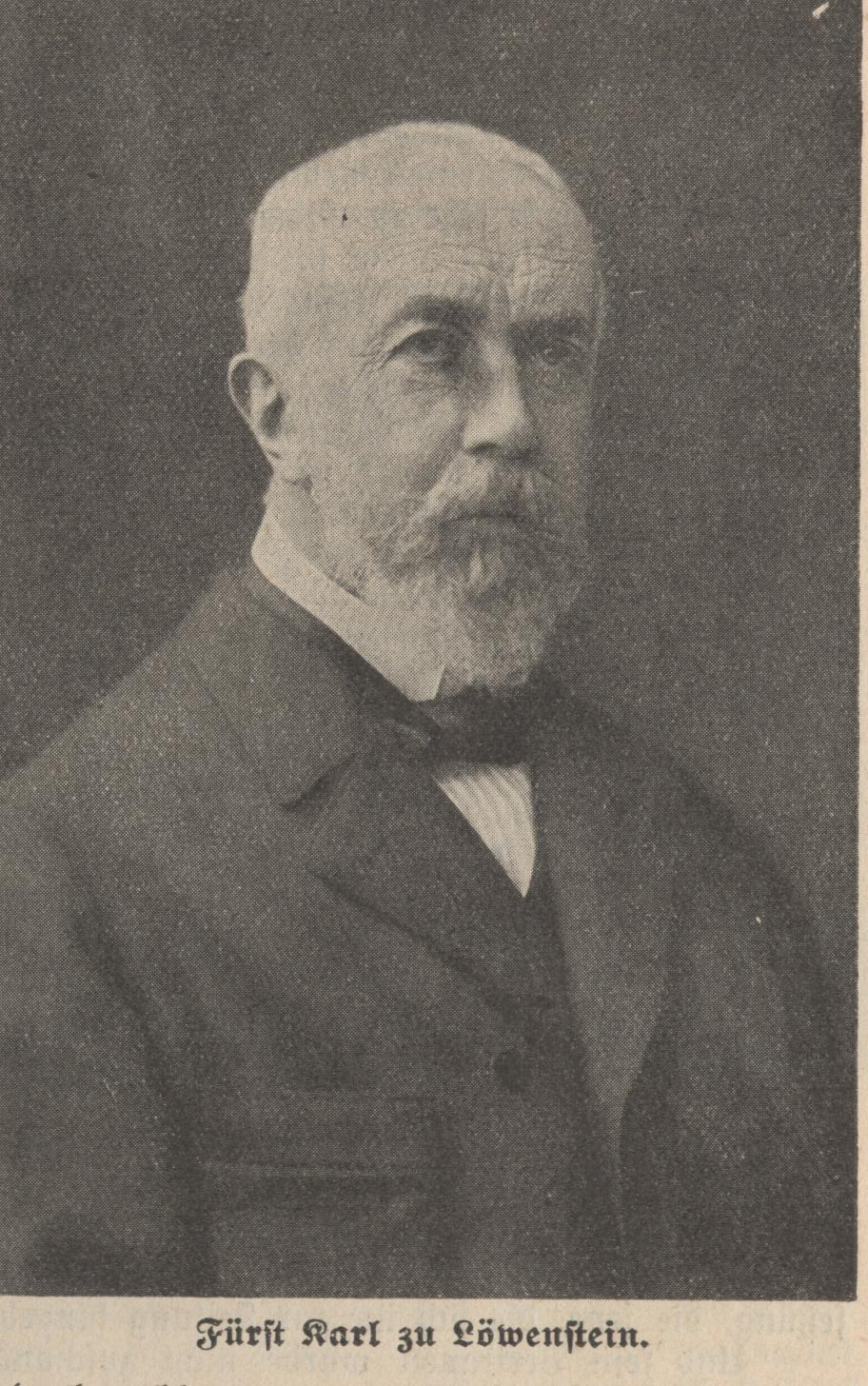
Fürst Karl zu Löwenstein-Wertheim-Rosenberg, um 1900

Fürst Karl Heinrich Ernst Franz zu Löwenstein-Wertheim-Rosenberg (* 21. Mai 1834 in Haid, Königreich Böhmen; † 8. November 1921 in Köln) war Reichstagsabgeordneter und langjähriger Präsident des „Kommissariats der Deutschen Katholikentage“; als Witwer wurde er Dominikaner.

## Familie
Das Adelsgeschlecht derer zu Löwenstein geht zurück auf den Wittelsbacher Friedrich I., den Siegreichen, Kurfürst von der Pfalz (1425–1476), dessen Kinder aus seiner Ehe mit Clara Tott in der eigenen Dynastie nicht erbberechtigt waren, weshalb sie ein eigenständiges Fürstenhaus bildeten.

## Leben

### Jugend
Fürst Karl stammte aus der Ehe des Erbprinzen Konstantin Josef zu Löwenstein-Wertheim-Rosenberg (1802–1838) mit Marie Agnes Henriette Prinzessin zu Hohenlohe-Langenburg (1804–1835). Außer dem Jungen hatte das Paar nur die Tochter Adelheid (1831–1909), welche den entthronten König Michael I. von Portugal heiratete und als Witwe Benediktinerin wurde. Karls Mutter starb schon wenige Monate nach seiner Geburt, der Vater folgte ihr nach, bevor das Kind fünf Jahre alt war. Daher ließ man den Knaben als Vollwaisen von dem Kulturhistoriker Alexander Kaufmann erziehen. Schon 1849 – beim Tode seines Großvaters Fürst Karl Thomas zu Löwenstein-Wertheim-Rosenberg – avancierte der 15-Jährige zum Chef des Hauses Löwenstein-Wertheim-Rosenberg; von 1854 bis 1857 absolvierte er ein Jurastudium.

### Erste Ehe

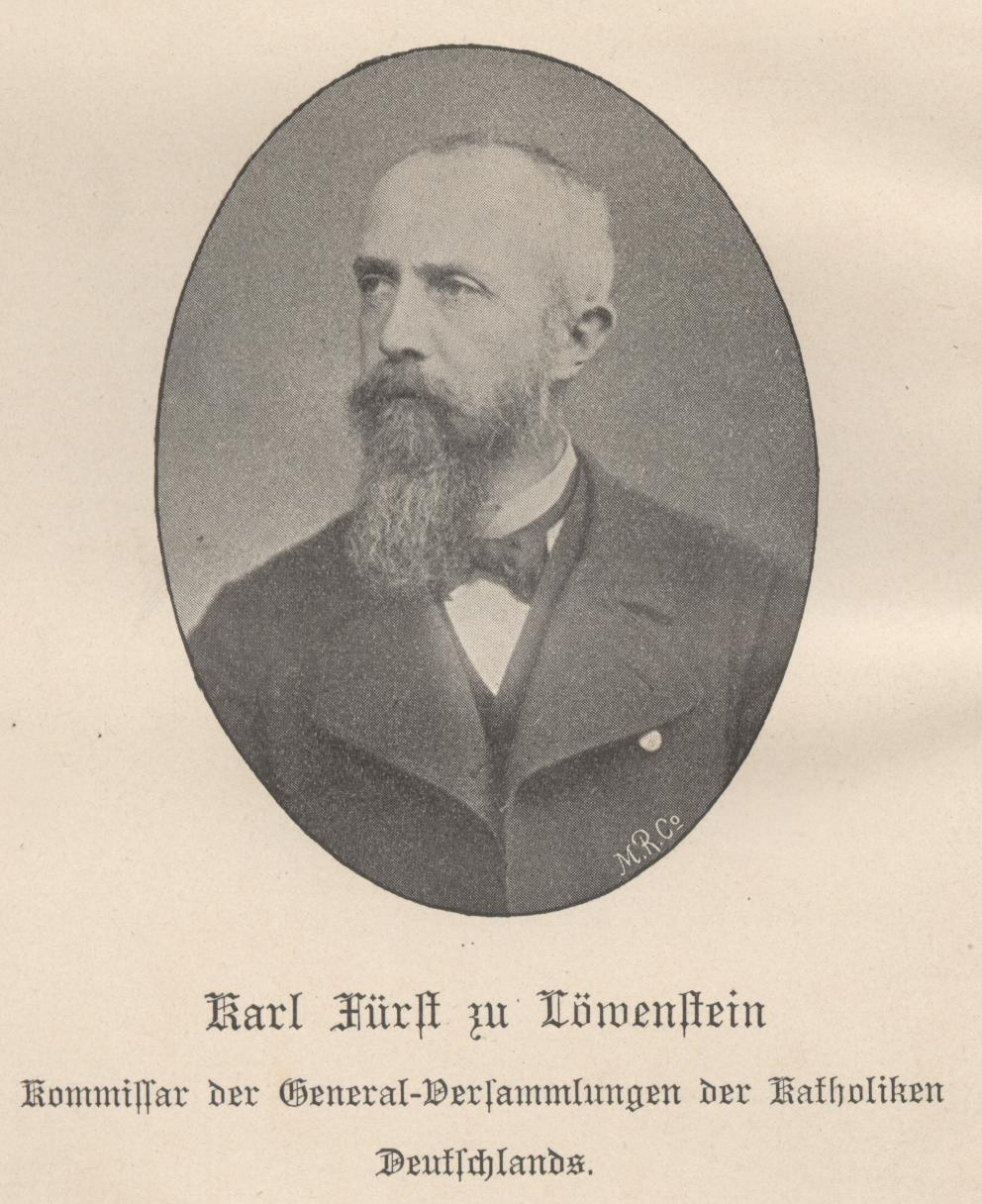
Fürst Karl zu Löwenstein-Wertheim-Rosenberg, 1898

Karl Fürst zu Löwenstein-Wertheim heiratete 1859 in Offenbach am Main Adelheid Prinzessin zu Isenburg-Büdingen (1841–1861). Am 20. Februar 1861 gebar sie die Tochter Maria Anna und starb 12 Tage später an den Folgen der Geburt. Die Prinzessin wurde als Schwester Benedicta (1861–1896) Nonne im Benediktinerinnenkloster Sainte Cecile bei Solesmes.

### Zweite Ehe
Nach dem Tod seiner Gattin ehelichte Fürst Karl 1863 in Wien Sophie Prinzessin von und zu Liechtenstein (1837–1899), Tochter des regierenden Fürsten Alois II. (Liechtenstein). Mit ihr hatte er 8 Kinder, wovon der Sohn Aloys (1871–1952) später zum Chef des Hauses Löwenstein-Wertheim-Rosenberg avancierte.
Alle Kinder aus der zweiten Ehe von Fürst Karl im Überblick:
- Franziska Prinzessin zu Löwenstein-Wertheim-Rosenberg (1864–1930);
- Adelheid Prinzessin zu Löwenstein-Wertheim-Rosenberg (1865–1941), verheiratet mit Adalbert, Graf von Schönborn;
- Agnes Prinzessin zu Löwenstein-Wertheim-Rosenberg (1866–?) als Schwester Ines Nonne im Benediktinerinnenkloster Sainte Cecile bei Solesmes;
- Joseph Erbprinz zu Löwenstein-Wertheim-Rosenberg (1868–1870);
- Maria Theresia Prinzessin zu Löwenstein-Wertheim-Rosenberg (1870–1935), verheiratet mit Herzog Michael von Braganza, portugiesischer Thronprätendent;
- Aloys Prinz zu Löwenstein-Wertheim-Rosenberg (1871–1952), verheiratet mit Josephine Kinsky Gräfin von Wchinitz und Tettau;
- Anna Prinzessin zu Löwenstein-Wertheim-Rosenberg (1873–1936), verheiratet mit Prinz Felix zu Schwarzenberg;
- Johann Prinz zu Löwenstein-Wertheim-Rosenberg (1880–1956), verheiratet mit Alexandra, Gräfin von Bernstorff.

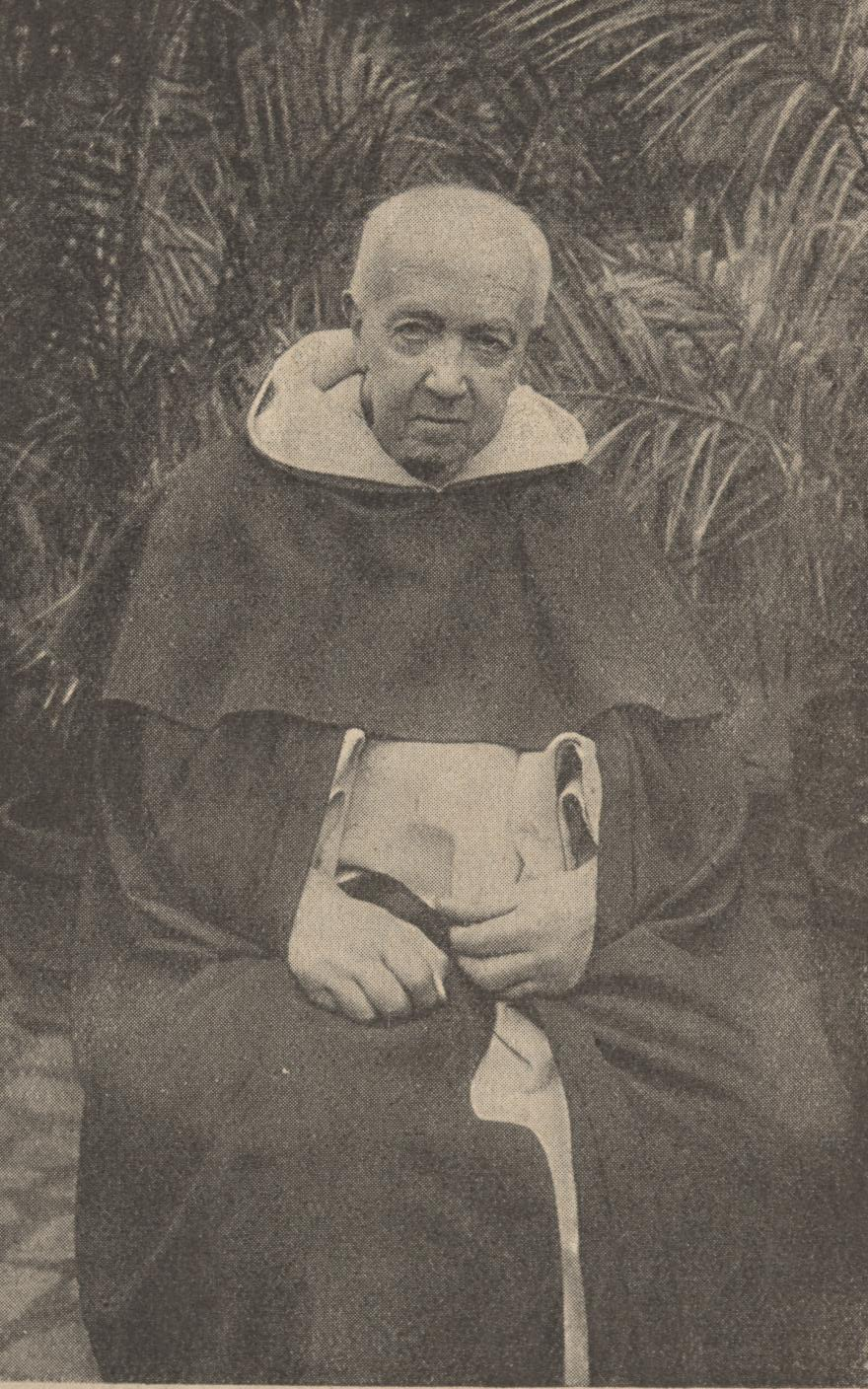
Fürst Karl zu Löwenstein-Wertheim-Rosenberg als Dominikanerpater, ca. 1910

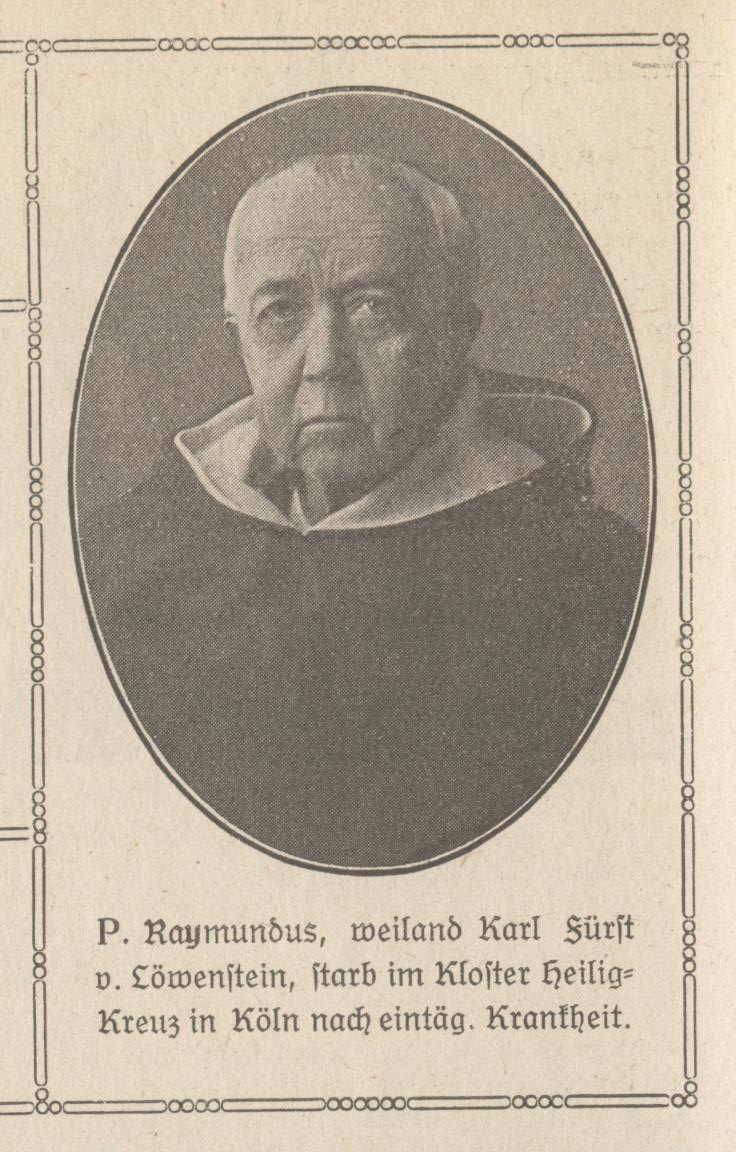
Todesanzeige aus der Zeitschrift Stadt Gottes, 45. Jahrgang, Februar 1922, Seite 152

### Wirken des Fürsten
Fürst Karl war von großer persönlicher Frömmigkeit. 1868 avancierte er zum Vorsitzenden des „Zentralkomitees der katholischen Vereine Deutschlands“, eine Vereinigung, welche die Beschlüsse des regelmäßig stattfindenden Deutschen Katholikentags umsetzen sollte, als dessen Präsident er auch 1869 in Düsseldorf fungierte. Es war das Vorläufergremium des Zentralkomitees der deutschen Katholiken. Ab 1872 hieß es „Kommissariat der Deutschen Katholikentage“, und Fürst zu Löwenstein trug den Titel „Kommissär der Generalversammlungen der deutschen Katholiken“. Dieses Amt bekleidete er ununterbrochen, 30 Jahre lang, bis 1898.
Kraft seiner Funktion als Fürst und Standesherr gehörte Löwenstein dem Bayerischen Reichsrat, der Ersten Kammer der Badischen Ständeversammlung, der Ersten Kammer der Württembergischen Landstände, sowie der Ersten Kammer der Landstände des Großherzogtums Hessen an.  1871 wurde Fürst Karl Mitglied des Reichstages und Mitbegründer der Zentrumsfraktion. Er war der 1067. Ritter des Ordens vom Goldenen Vlies.
Bischof Peter Joseph Blum von Limburg musste während des Kulturkampfes Deutschland verlassen und fand freundliche Aufnahme bei Fürst Karl zu Löwenstein-Wertheim-Rosenberg auf dessen Schloss Haid in Böhmen. Auch sein Nachfolger, Bischof Karl Klein, blieb der fürstlichen Familie eng verbunden. Beide Bischöfe planten in Rüdesheim am Rhein das untergegangene Kloster der heiligen Hildegard von Bingen wiederzubeleben. Der Fürst begeisterte sich nachhaltig für diesen Plan, erwarb aus eigenen Mitteln die Grundstücke für die neuen Klostergebäude in Eibingen und scheute für den Neubau des Konvents keine finanziellen und persönlichen Opfer. Seine älteste Tochter Benedicta (aus erster Ehe), eine Nonne in der Abtei St. Cécile bei Solesmes, sollte die erste Äbtissin werden, starb jedoch unerwartet am 2. Juli 1896 im Alter von nur 35 Jahren. 1900 erfolgte die Grundsteinlegung der Abtei St. Hildegard, 1904 bezogen die ersten Nonnen das von ihm gestiftete Kloster.
Auch an der Wiederbegründung der Benediktinerabtei Maria Laach wirkte Löwenstein tatkräftig mit.
Im Jahre 1901 organisierte er eine Antiduellerklärung, die bis Anfang August von 133 Juristen (darunter Karl Trimborn) und 117 Ärzten unterzeichnet wurde.

### Dominikaner
Fürst Karl wurde im September 1899 zum zweiten Mal Witwer. Auf einer Wallfahrt nach Lourdes entschloss er sich 1902, als einfacher Laienbruder in ein Kloster einzutreten. Dies geschah am 20. Juli 1907 im Dominikanerkloster zu Venlo. Der Fürst nannte sich von nun an Raymundus Maria; seine weltlichen Titel und Ämter hatte er an den Sohn Aloys übergeben.
Auf Wunsch der Oberen wurde Löwenstein entgegen seinem ursprünglichen Entschluss am 8. Dezember 1909 zum Priester geweiht, und zwar vom Erzbischof von Köln, Anton Kardinal Fischer. 1920 versetzte man P. Raymundus nach Köln, wo er am 8. November 1921 im Dominikanerkloster Heilig Kreuz verstarb. Die Beisetzung erfolgte in der Familiengrablege, die sich im fränkischen Kloster Engelberg über dem Main befindet.

## Sonstiges
Die Schwester Fürst Karls, Adelheid Prinzessin zu Löwenstein-Wertheim-Rosenberg (1831–1909), ist die Großmutter der letzten österreichischen Kaiserin Zita.
Er war Ehrenmitglied der katholischen Studentenverbindungen KÖStV Austria Wien (seit 1889) und KDStV Aenania München (seit 1901).

## Galerie

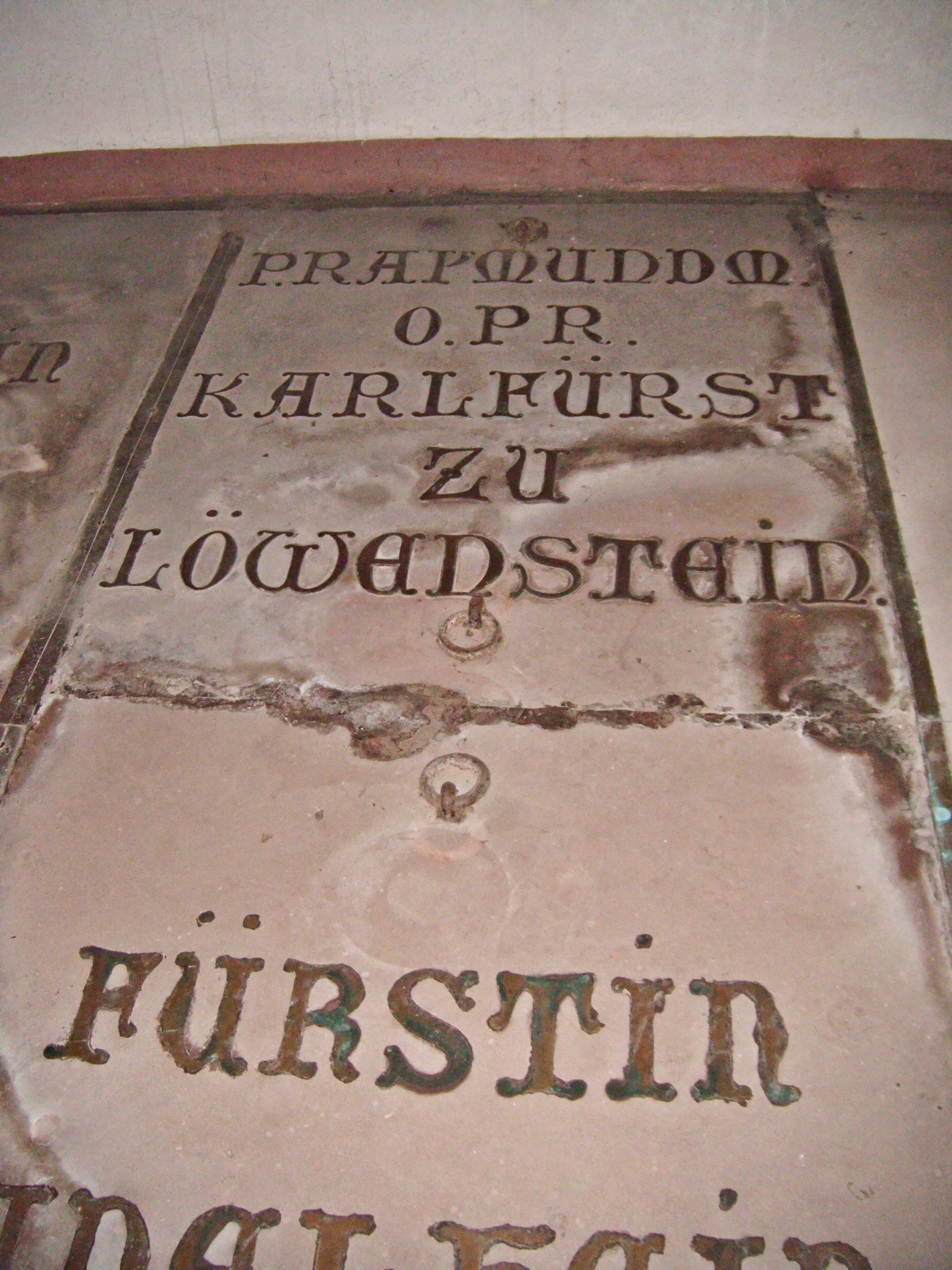
Grab von Fürst Karl Heinrich
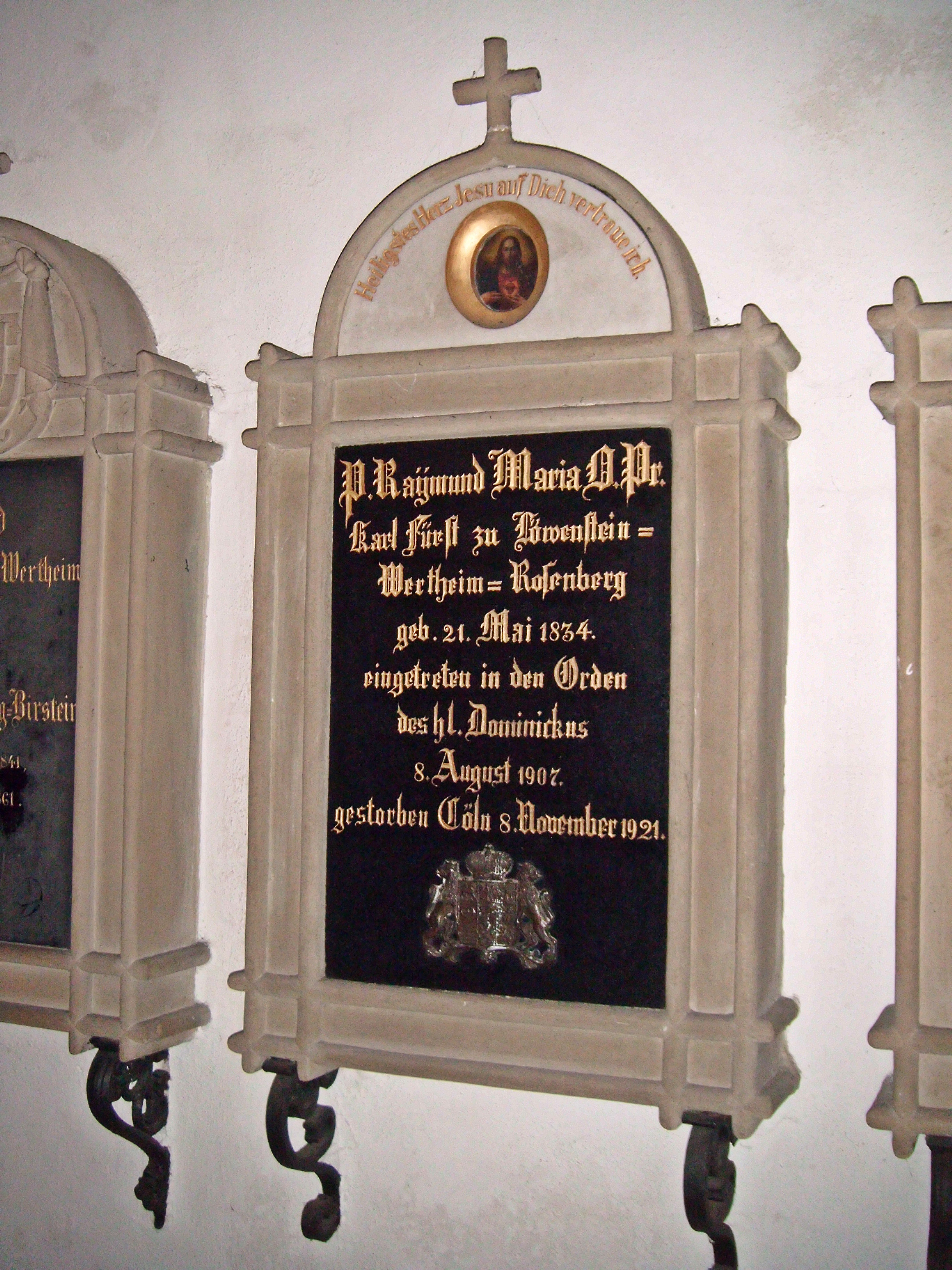
Epitaph von Fürst Karl Heinrich
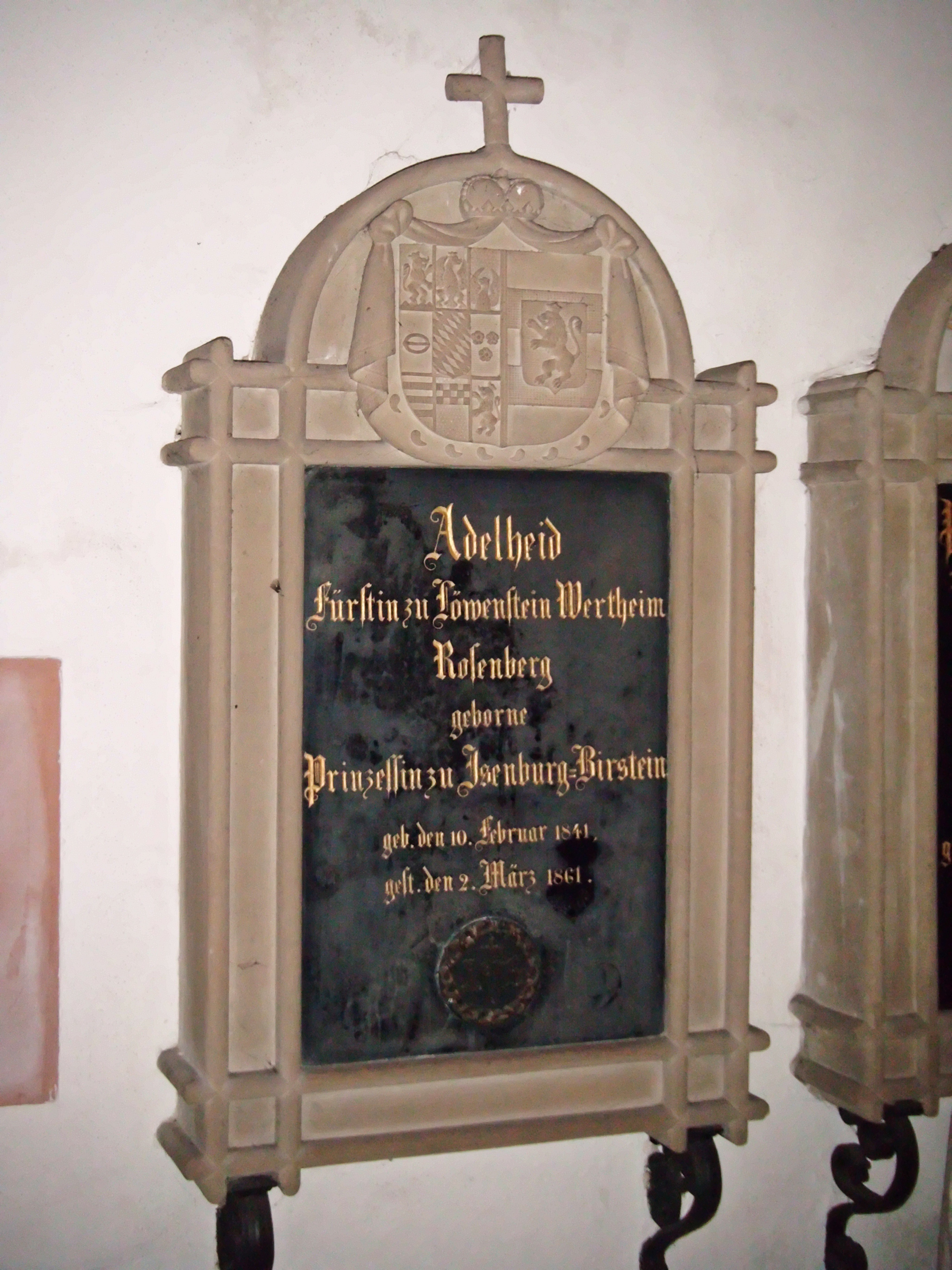
Epitaph der 1. Gattin, Fürstin Adelheid zu Isenburg-Birstein
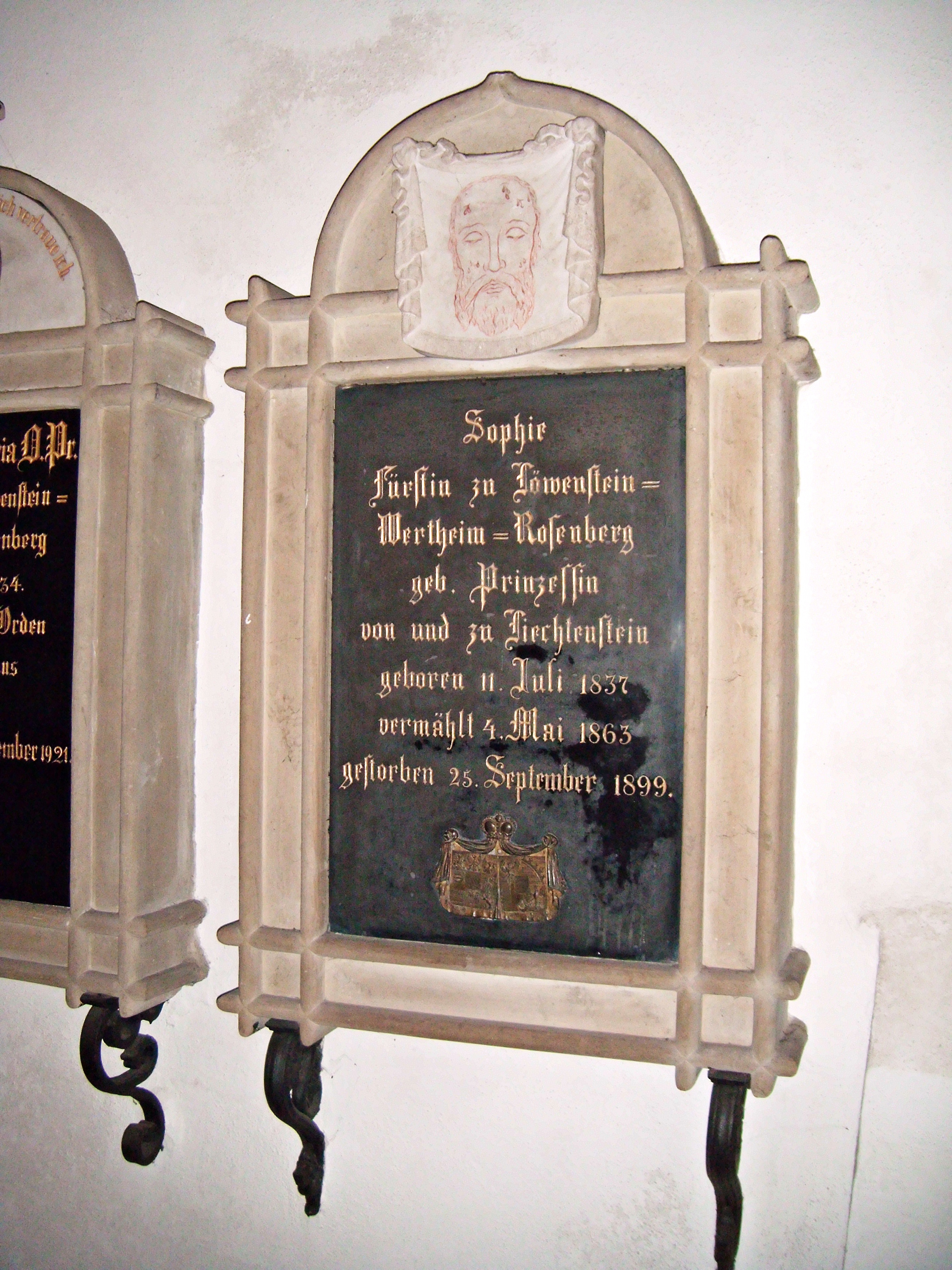
Epitaph der 2. Gattin, Fürstin Sophie geb. von und zu Lichtenstein